# Powiat de Radziejów
Le powiat de Radziejów (en polonais : powiat radziejowski) est un powiat appartenant à la Voïvodie de Couïavie-Poméranie dans le centre-nord de la Pologne.

## Division administrative
Le powiat comprend 7 communes :
- 1 commune urbaine : Radziejów ;
- 1 commune mixte : Piotrków Kujawski ;
- 5 communes rurales : Bytoń, Dobre, Osięciny, Radziejów et Topólka.